# آلخای بخی
آلخای بخی (انگلیسی: Alakhai Bekhi; ۱ ژانویهٔ ۱۱۹۱ – ۱ ژانویهٔ ۱۲۰۱) اهل امپراتوری مغول دختر چنگیز خان و همسر اولش بورته بود. او نقش مهمی در پشت صحنه در طول زندگی پدرش ایفا کرد. او پس از عقب‌نشینی پدرش به فلات مغولستان در سال ۱۲۱۵، به عنوان نایب‌السلطنه در چین عمل کرد.